# Kjersti Wexelsen Gokøyr

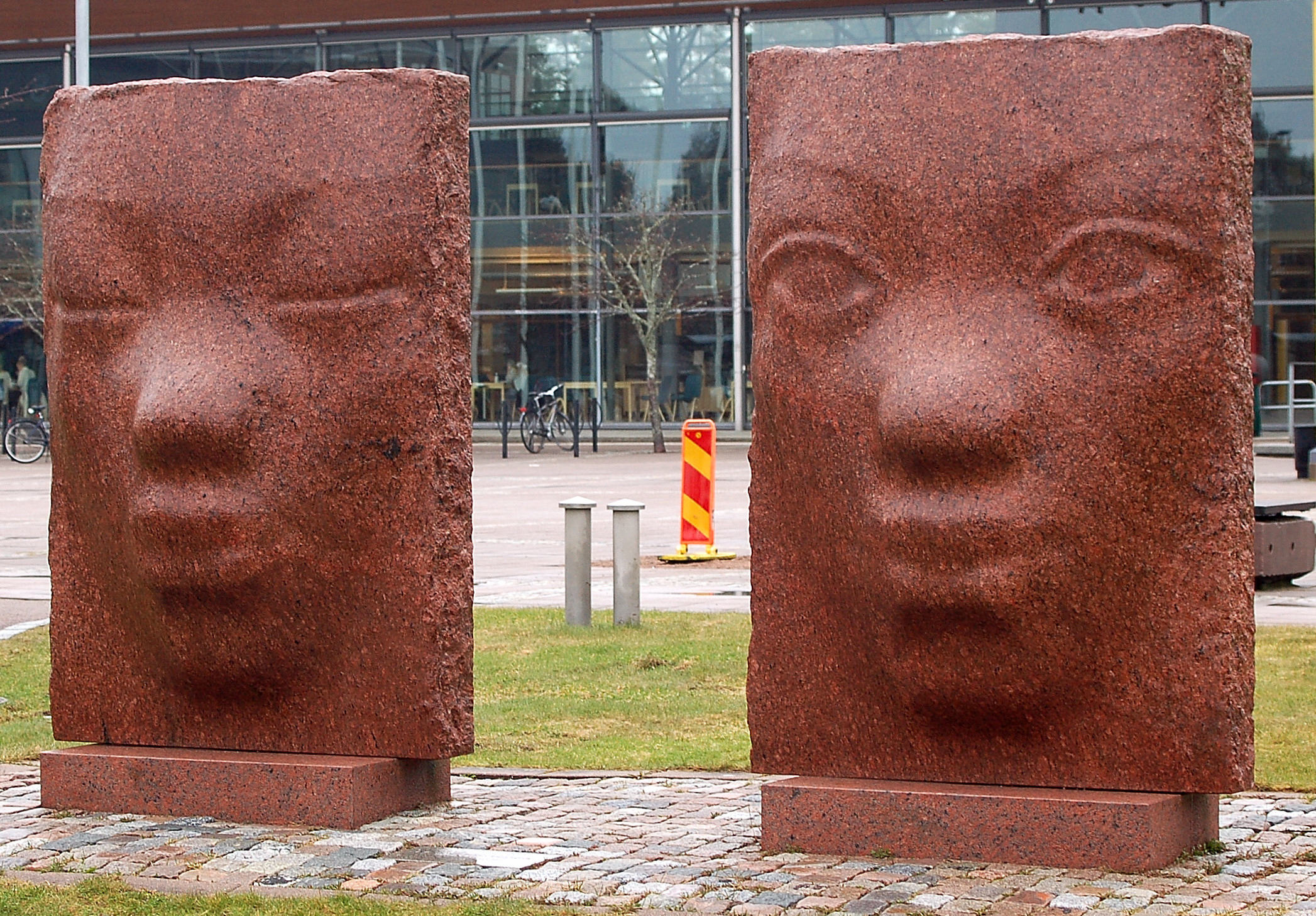
Ansikte I och Ansikte II av Kjersti Wexelsen Goksøyr utanför Karlstads universitet.

Kjersti Wexelsen Goksøyr, född 15 december 1945 i Oslo, är en norsk konstnär.
Wexelsen Goksøyr studerade vid Statens håndverks- og kunstindustriskole och Statens Kunstakademi 1979-1984. Hon har ställt ut på separat på bland annat Vigelandsmuseet i Oslo, Galleri III i Oslo, Kunstnerforbundet i Oslo och Bodø Kunstförening. 
Bland hennes offentliga arbeten märks utsmyckningen för Høgskolen i Haugesund, Erkebispegården i Trondheim, Jelsa aldersheim i Surdal, Karlstad högskola, Forsvarets Luftvernshøyskole i Stavern och monument över Sigrid Undset i Stenparken Oslo.